# 埃盖尔赛吉·克里斯蒂娜
埃盖尔赛吉·克里斯蒂娜（匈牙利語：Egerszegi Krisztina，1974年8月16日—），匈牙利女子游泳运动员。

## 生平
埃盖尔赛吉出生于布达佩斯，在1988年至1996年三届奥运会上夺得了5枚仰泳和混合泳金牌，其中，在200米仰泳项目上实现了三连冠，除她之外只有唐·弗雷泽曾做到这一点。1991年于雅典举行的欧洲游泳锦标赛上创造出200米仰泳的世界纪录2分06秒62。